# Drusus siveci
Drusus siveci är en nattsländeart som beskrevs av Malicky 1981. Drusus siveci ingår i släktet Drusus och familjen husmasknattsländor. Inga underarter finns listade i Catalogue of Life.